# Глибочиця (Житомирський район)
Глибо́чиця (до 1946 року — Вацьків) — село в Україні, адміністративний центр Глибочицької сільської територіальної громади Житомирського району Житомирської області. Чисельність населення становила 2 726 осіб (2001). У 1923—2017 роках — адміністративний центр колишньої однойменної сільської ради.

## Загальна інформація
Розташоване за 5 км від обласного та районного центру міста Житомир та за 5 км від залізничної станції Житомир, на автодорозі Київ—Львів.

## Населення
Відповідно до результатів перепису населення Російської імперії 1897 року, загальна кількість мешканців становила 612 осіб, з них: православних — 601, чоловіків — 287, жінок — 325.
У 1906 році в поселенні проживало 1 149 мешканців, дворів — 197, у 1923 році — 1 030 мешканців, дворів — 250.
На початок 1970-х років село мало 670 дворів із населенням 2 288 осіб.
Відповідно до результатів перепису населення СРСР, кількість населення станом на 12 січня 1989 року становила 2 545 осіб. Станом на 5 грудня 2001 року, відповідно до перепису населення України, кількість мешканців села становила 2 726 осіб.

### Мова
Розподіл населення за рідною мовою за даними перепису 2001 року:
| Мова            | Кількість | Відсоток |
| --------------- | --------- | -------- |
| українська      | 2646      | 97.07 %  |
| російська       | 76        | 2.79 %   |
| білоруська      | 2         | 0.07 %   |
| інші/не вказали | 2         | 0.07 %   |
| Усього          | 2726      | 100 %    |

## Історія
Засноване у 18 столітті. Згадується у люстрації Київського воєводства 1754 року, належало до Житомирського староства, разом із Гадзинкою мало 30 дворів.
Наприкінці 19 століття — село Левківської волості Житомирського повіту Волинської губернії, між Житомиром та Кмитовим. Належало до православної парафії у Калинівці, за 2 версти.
У 1906 році — сільце Левківської волості (6-го стану) Житомирського повіту Волинської губернії. Відстань до губернського центру м. Житомир становила 10 верст, до волосного центру містечка Левків — 8 верст. Поштове відділення — Житомир.
У 1923 році включене до складу новоствореної Вацьківської сільської ради, яка 7 березня 1923 року увійшла до складу новоутвореного Левківського (згодом — Іванківський) району Житомирської округи; адміністративний центр ради. Розміщувалося за 6 верст від районного центру міст. Левків. 15 вересня 1930 року, в складі сільської ради, передане до приміської смуги Житомирської міської ради Української РСР.
У вересні 1933 року село було занесено на так звану «чорну дошку» — ніби «за злочинний зрив планів осінньої сівби». За даними сільради, у 1932—1933 роках внаслідок Голодомору 1932—1933 померли 93 особи.
14 травня 1939 року, в складі сільської ради, увійшло до новоутвореного Житомирського району Житомирської області.
На фронтах Другої світової війни воював 261 селянин, 156 з них нагороджені орденами й медалями, 90 загинули. На їх честь встановлено пам'ятник.
7 червня 1946 року, відповідно до указу Президії Верховної ради Української РСР «Про збереження історичних найменувань та уточнення і впорядкування існуючих назв сільрад і населених пунктів Житомирської області», село Вацьків перейменоване на Глибочиця, відповідно сільську раду — на Глибочицьку. 30 грудня 1962 року, в складі сільської ради, село передане до Коростишівського району, 4 січня 1965 року повернуте до складу відновленого Житомирського району.
В радянські часи в селі розміщувалася центральна садиба колгоспу, який обробляв 2,8 тис. га земель, в тому числі 2 тис. га — рілля. Господарство вирощувало зернові культури, картоплю, хміль, розвивали м'ясо-молочне тваринництво. 104 колгоспників нагороджено орденами й медалями СРСР, серед них механіка О. І. Бугайчука — орденом Трудового Червоного Прапора.
У селі були середня школа, будинок культури, дві бібліотеки, фельдшерсько-акушерський пункт, пологовий будинок, дитячий садок, відділення зв'язку, побутова майстерня.
3 березня 2019 року релігійна громада церкви Різдва Пресвятої Богородиці на загальних зборах вирішила приєднатися до Православної Церкви України.
27 березня 2017 року включене до складу новоутвореної Глибочицької сільської територіальної громади Житомирського району Житомирської області.

## Відомі люди
- Андрусенко Сергій Олександрович (1979—2015) — старший солдат Збройних сил України, учасник російсько-української війни 2014—2017.
- Болошкевич Катерина Іванівна (1939—2018) — Герой Соціалістичної праці, депутат Верховної Ради УРСР 9-го скликання.
- Пилипчук Дмитро Михайлович (1992—2022) — старший сержант Збройних Сил України, учасник російсько-української війни, що загинув у ході російського вторгнення в Україну в 2022 році.